# جبل خربوقة
جبل خَرْبُوقَة هو جبل يقع بوسط غرب الجمهورية التونسية، غرب مدينة تالة. يبلغ ارتفاعه 1068 م.